# Osteospermum potbergense
Osteospermum potbergense là một loài thực vật có hoa trong họ Cúc. Loài này được A.R.Wood & B.Nord. mô tả khoa học đầu tiên năm 2003.